# 토마호크 (미사일)
토마호크 지상 공격 미사일(영어: Tomahawk Land Attack missile, TLAM)은 미국의 제너럴 다이내믹스사가 1970년대에 개발한 장거리, 전천후, 아음속의 순항 미사일이다. 해군용은 구축함 등에서 발사할 수 있는 함대지 미사일, 잠수중인 순항 미사일 원자력 잠수함(cruise missile submarine)에서 저고도로 발사할 수 있게 설계된 잠대지 미사일 버전이 있다. 1991년 걸프 전쟁에서 이라크의 군사 시설을 파괴하는 데 공헌함으로써 명성을 얻은 이후 코소보 사태 등 1990년대 미군이 개입한 전쟁에서 사용되었으며, 2001년의 테러와의 전쟁에서 아프가니스탄을 공격하는 데도 위력을 발휘하였다.

## 제원
- 기능 : 장거리, 전천후, 아음속 순항 미사일
- 제작사 : 레이시온/맥도널 더글러스
- 단가 : 130만 달러
- 배치 : 1983년
- 엔진 : 윌리엄스 인터내셔널 F107-WR-402 터보팬과 고체연료 부스터
- 중량 : 1,440kg
- 길이 : 5.56m (부스터 제외) / 6.25m (부스터 포함)
- 직경 : 0.52m
- 날개 : 2.67m
- 속도 : 약 880km/h
- 항속거리 :1,250~2,500km
- 탄두 : 재래식: 1,000 lb (450 kg) 불펍, 또는 자탄 분산형, 또는 200 kt급 (840 테라줄) W80 핵탄두
- 발사 플랫폼 : 수직발사기(VLS)과 잠수함 (어뢰발사관에서 발사 가능)
- 유도 방식 : GPS, TERCOM, DSMAC
- 신관 : FMU-148(TLAM 블록III부터 사용), 기타 특수 용도 신관 사용 가능

## 종류
크게 대함미사일과 대지미사일로 나뉘며 여러 세부 버전이 존재한다.

### TASM(Tomahawk Anti Ship Missile): 토마호크 대함 미사일
- BGM/RGM-109B TASM : 454kg 고폭탄을 장착한 레이다 유도식 대함용 순항 미사일이다. RGM-84 하푼 순항미사일 유도시스템을 적용했다.

### TLAM(Tomahawk Land Attack Missile): 토마호크 지상 공격 미사일
냉전이 끝나고 많은 대지미사일(TLAM: Tomahawk Land Attack Missile)이 대함미사일(TASM: Tomahawk Anti Ship Missile)로 개조되었다.
- BGM-109A TLAM-N : W80 핵탄두가 장착되었다. 사정거리는 2,500km로 현재 퇴역하였다.
- BGM-109C TLAM-C : 재래식으로 사정거리는 1,700km이다.
- BGM-109D TLAM-D : 자탄 분산형으로 총 166발의 자탄이 7발씩 22그룹, 6발씩 2그룹으로 이루어져 있다. 공격시 8개의 그룹으로 나뉘어 산개되며 4개의 그룹은 동시에 산개되고 4개의 그룹은 효율적인 지역공격을 위해 시간적으로 격차를 두고 산개된다. 다중의 목표물들을 공격할 수 있으며 사정거리는 1,250km이다.
- RGM/UGM-109E : Block IV TLAM을 채용한 TLAM-C의 개량형이다.
- BGM-109G 그리폰 GLCM (Ground Launched Cruise Missile) : 지상 발사형 순항 미사일로, 1987년 중거리 핵전력 협정에 의해 트럭형 발사대와 함께 파기되었다.
- AGM-109H/L MRASM (Medium Range Air to Surface Missile) : 중거리 공대지 미사일로 개발되었으나 실전에는 배치되지 않았다.

## 개량형
- Block III TLAM : GPS를 이용하여 정밀 폭격이 가능하며 사정거리가 향상되었다. 1993년에 실전배치되었다.
- new Block III TLAM : WR-402 엔진으로 변경되면서 추력제어 및 비행 중 속도조절이 가능해졌다. 기존 버전보다 연료 효율성이 더 높아졌다.
- Block IV TLAM : 비행중 토마호크가 인식하는 이미지와 사전에 입력된 이미지를 대조할 수 있게 만든 DSMAC(Digital Scene Matching Area Correlator)를 장비하고 있으며, 보다 향상된 터보제트 엔진을 사용한다.
- Block IV Phase II TLAM : 보다 깊은 종심 공격력과 이동 중인 목표물을 공격하기 위한 실시간 목표포착 기능을 가지고 있다.

## 전술 토마호크
2004년 후반에 미해군에 실전배치가 되었다. TV 카메라가 장비된 토마호크 미사일로 전장을 관측해 목표물의 상태에 대한 정보를 지휘관에게 전송하며 지휘관은 이 정보를 바탕으로 16개의 사전입력 목표물 중 동일 목표물을 재공격하거나 다른 목표물 등을 정할 수 있다. 네트워크 중심 전쟁 능력의 확보로 비행기, 무인기, 정찰위성, 정찰병, 탱크, 함정 등의 다양한 센서들을 사용해 이들 센서들에게서 토마호크로 정보전송을 할 수도 있다.
그러나 토마호크는 더 이상 요격이 힘든 미사일은 아니며, Barak, S-400, Trishul 등의 빠른 대응능력이 있는 SAM으로 격추할 수 있다.

## 발사 시스템

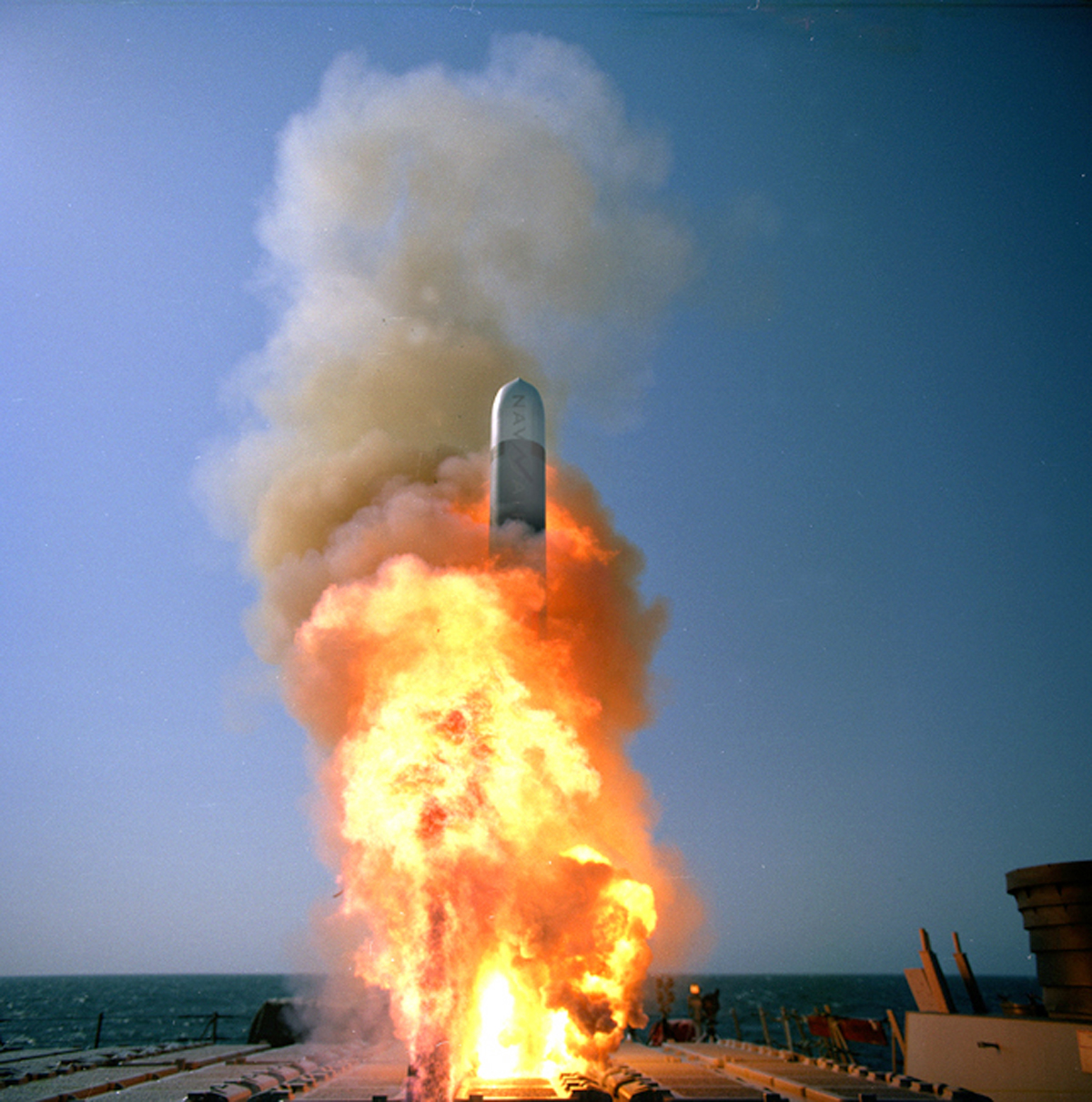
USS Stethem에서 발사되고 있는 토마호크 지상 공격 미사일

각 미사일은 수송이나 저장시 미사일을 보호하면서 발사시 발사관 역할을 하는 압력 캐니스터에서 발사된다.

### 캐니스터별 구분

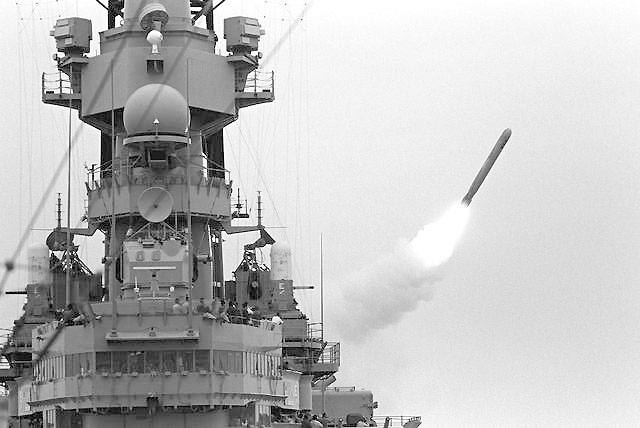
토마호크 미사일을 발사중인 미주리호.

- ABL(Armored Box Launcher)형 : 미주리 전함이 대표적이며 현재는 사용하지 않는다.
- 수직발사시스템(VLS)형 : 일반 수상함에서 사용하고 있다.
- 어뢰관형 : 일반 잠수함에서 사용하고 있다.
- 캡슐 발사 시스템(CLS) : 후기형 LA급 잠수함에서 사용하고 있다.

## 통제 시스템
- v2 TWCS - 1983년 도입된 토마호크 무기통제 시스템으로 그린 스크린으로 불린다.
- v3 ATWCS - 1994년 도입된 개량형 토마호크 무기 통제 시스템이다.
- v4 TTWCS - 2003년 도입된 전술 토마호크 무기통제 시스템이다.
- v5 TWCS - 2006년 도입된 차세대 통제 시스템이다.

## 연구비용 및 가격
첫 개발 당시에는 112억 1,000만 달러가 소요되었으며 새로운 토마호크는 1기당 가격이 50% 인하된 60만 달러가 가능하다고 알려져 있다.

## 사용자

### 미국 해군
지상용은 1991년 걸프전에서 모두 288발을 사용하였으며, 대함용은 1992년 4월 2일, 2대의 공격형 잠수함(피츠버그 함과 루이빌 함)에서 처음으로 발사되었다. 이라크의 자유 작전에서 다시 사용되기도 했다.

### 영국 해군
영국 해군의 핵잠수함 장착을 목적으로 1995년에 60기를 구매하였다. 최초의 미사일 시험발사는 1998년에 있었으며, 1999년 코소보 전투에서 영국 해군의 잠수함 스플렌디드 호가 영국 잠수함 최초로 실전에서 토마호크를 발사하였다. 코소보 전투 당시 17~20기를 사용하였으며, 이후 2001년 아프가니스탄 전쟁과 2003년 이라크 전쟁의 텔릭 작전(영국군이 실행한 작전)에서 토마호크를 사용하였다.

### 네덜란드 해군
2005년 10월 14일, 네덜란드 정부는 30발의 토마호크를 레이시온에서 구입하기로 결정했다. 네덜란드는 토마호크 블록 IV를 보유한 세 번째 국가가 될 것이다.

### 스페인 해군
에스파냐의 이지스함과 S80 잠수함 장착을 목적으로 60~100기를 구매하기로 하였으나, 2009년 10월 예산 문제로 구입을 연기하였다.

## 순항미사일의 특징

### 장점

#### 정밀한 타격을 할 수 있다.
GPS와 INS(관성항법장치)의 유도를 받아서 표적까지 비행해서 타격하기 때문에 오차 범위가 10m도 안 된다. 건물의 창문을 뚫을 정도로 정밀하기 때문에 상당히 높은 명중률을 자랑한다. 순항 미사일은 정밀 타격의 장점 때문에 적군에게 전력을 공급해주는 전력 시설을 타격하거나, 적의 탄도 미사일 발사대를 타격하거나, 적의 공군 비행장의 활주로에 구멍을 내서 적의 작전활동을 방해하는 효과를 볼 수 있다.

#### 비행기처럼 궤도를 변경하며 비행할 수 있다.
순항미사일은 비행기와 같이 연료가 감당할때까지 몇 시간을 비행할 수 있고 날개도 달려있기 때문에 비행기처럼 비행항로도 변경할 수 있고 요격기가 순항미사일을 격추할 목적으로 공격해올때 회피 기동도 할 수 있다. 순항 미사일은 자폭 무인기와 같다.

#### 저고도로 날 수 있기 때문에 탐지되기가 어려울 수 있다.
순항미사일은 비행기처럼 비행항로를 수정해가며 날 수 있는 특성 때문에 낮은 높이에서 날 수도 있고, 산맥 사이에서도 비행할 수도 있다. 지구는 둥근데 레이다 전파는 직선으로 나가기 때문에 지상에 설치된 레이다로는 산맥 사이에서 비행하는 소규모 표적을 식별하는데에 제한된다. 적 입장에선 이런 상태의 순항 미사일을 지상 레이다만으로 탐지하기 어려울 뿐더러 탐지하지 못하니 대공 미사일로 요격도 어려워 방공망이 제역할을 하기에 제한된다.
2019년 아브카이크-쿠라이스 공격 사례는 미군 대공망의 취약점을 고스란히 드러냈다. 미군의 패트리어트 방공 시스템은 고도 60 m 이하로 낮게 깔려 날아오는 그 어떤 미사일도 격추할 수 없었다. 이란은 저고도 크루즈 미사일을 보유하고 있다. 미국 토마호크 블록IV 순항미사일은 사거리 1,600 km, 30-50 m 고도로 비행한다.

### 단점

#### GPS 위성을 같이 사용해야한다.
순항미사일은 GPS 유도가 필요하기 때문에 표적까지 비행하기 위해선 GPS 위성의 유도를 받아야 한다. 물론 INS(관성항법장치) 유도를 이용해서 발사할 시점부터 입력된 비행항로로 비행할 수가 있다. INS 장치에 내장된 가속도를 이용해서 비행한 거리, 방향감과 현재 위치를 파악할 수 있어서 GPS에 비해 정밀도도 뒤떨어지지 않는다. 그러나 INS 유도의 치명적인 결점은 처음 미사일을 발사했을 때 미사일에 입력해줬던 비행항로로만 가야 한다. 적군의 요격기가 격추하러 접근해오는 돌발 상황이 발생했을 때, 이런 비상 상황에서 새로운 비행 항로로 비행할 수도 없다. 초음속을 제외한 통상의 대부분의 순항 미사일들은 마하1도 안되는 시속 1,200km/h 미만의 속도로 비행한다. 여객기랑 다를 바가 없는 느린 속력이기 때문에 1,000km 사거리를 공격하려해도 1시간이나 비행해야하는데 그 1시간 동안 돌발적인 상황에 대처할 능력이 없다. GPS 위성이 있다면 돌발 상황에도 대처할 수 있지만, 처음 발사할 때 설정해준 비행 항로밖에 없는 INS 유도의 순항미사일은 생존성이 극히 떨어진다. GPS 위성도 없는 국가가 사용하는 순항미사일은 생존성을 보장받기도 어렵기에 GPS 위성을 반드시 같이 사용해야 한다.

#### 화력이 높지 않다.
탄도 미사일은 탄두가 거대하며 포물선을 그리며 지상을 향해 마하5 이상의 속력으로 내리찍기 때문에 파괴력이 순항미사일보다 상대적으로 높다. 그러나 순항미사일은 최신형 초음속 순항미사일을 제외하고는 마하1의 속도에 포물선을 그리지도 않고 비행기처럼 날아가다가 자폭하듯이 폭발해서 타격하는 미사일이다. 탄두의 폭발력이 탄도미사일에 비해 부족할 수 밖에 없다. 순항 미사일은 탄도미사일의 부족한 요격 대응 능력과 정밀 타격 능력을 대체할 수 있는 미사일이지만, 화력은 열세한 편이다. 순항미사일은 대개 탄도미사일보다 크기도 작다.

## 같은 분류의 미사일
- 브라모스 대함미사일
- 바부르 순항 미사일
- 천룡 순항 미사일 : 대한민국이 국산화에 성공한 순항 미사일
- 슝펑 순항 미사일 : 대만이 독자적으로 만든 순항 미사일

## 같이 보기
- 미사일 목록

## 참고자료
1. ↑  "USS Louisville Returns From Operation Iraqi Freedom 보관됨 2006-09-15 - 웨이백 머신." Navy Newsstand. May 15, 2003.
2. ↑  트럼프 계산된 도박 성공할까 미 전문가 “이란, 제한적 반격 땐 신뢰 추락 … 과감한 반격 땐 경제 마비”, 내일신문, 2020-01-06